# نبرد دربند پارس
نبرد دروازه پارس نبردی بود که در نزدیکی بهبهان کنونی بین سپاهیان اسکندر مقدونی و سپاهیان پارس به فرماندهی آریوبرزن درگرفت. آریوبرزن موفق شد چند روز اسکندر را از پیشروی بازدارد اما در نهایت اسکندر توسط یک چوپان محلی، راهی به پشت جبهه پارسیان پیدا کرد.
افراد آریوبرزن را ۷۰۰ پیاده و ۴۰ سوار گفته‌اند. زمانی که لشکر اسکندر به دروازه‌ها می‌رسد، آریوبرزن و همراهانش از بالای دروازه سنگ‌های بزرگی به سمت آنان پرت می‌کنند که تعدادی از آنان کشته شده و باقی عقب‌نشینی می‌کنند. سرانجام چوپان یا کشاورزی محلی، راهی را برای دورزدن گذرگاه به اسکندر نمایش داد که به وسیله آن اسکندر توانست آریوبرزن و افرادش را محاصره کند. تمام قوای پارسی در پی این هجوم غافلگیرانه کشته شدند اما آریوبرزن و چند تن از سوارکاران او موفق به فرار گشتند.